# Teorema de Clairaut
En matemàtiques, el teorema de Clairaut (també conegut com a teorema de Schwarz o de Young) mostra la igualtat de les derivades creuades d'una funció f sempre que:
{\displaystyle f\colon \Omega \subseteq \mathbb {R} ^{n}\to \mathbb {R} }
tingui derivades parcials contínues per qualsevol punt del domini obert {\displaystyle \Omega }, per exemple, prenguem el punt {\displaystyle a=(a_{1},a_{2},...,a_{n})\in \Omega }, llavors, segons aquest teorema, per qualssevol {\displaystyle i,j\in \{1,\ldots ,n\}} tenim que:
{\displaystyle {\frac {\partial ^{2}f}{\partial x_{i}\,\partial x_{j}}}(a_{1},\dots ,a_{n})={\frac {\partial ^{2}f}{\partial x_{j}\,\partial x_{i}}}(a_{1},\dots ,a_{n}).}
Aquest teorema deu el seu nom al matemàtic i astrònom francès Alexis Clairaut.
Una conseqüència immediata d'això és que, si es compleixen les condicions del teorema de Clairaut, la matriu hessiana de la funció f serà simètrica.

## Demostració
Denotarem {\displaystyle f_{x_{i}}={\frac {\partial f}{\partial x_{i}}}} i {\displaystyle f_{x_{i}x_{j}}:={\frac {\partial ^{2}f}{\partial x_{i}\partial x_{j}}}} i demostrarem que si existeixen {\displaystyle f_{x_{i}},f_{x_{j}}{\text{ i }}f_{x_{i}x_{j}}} en tot l'obert {\displaystyle \Omega } i {\displaystyle f_{x_{i}x_{j}}} és contínua en un punt {\displaystyle a\in \Omega }, aleshores {\displaystyle \exists f_{x_{j}x_{i}}(a)=f_{x_{i}x_{j}}(a)}.
Sigui {\displaystyle \alpha :=f_{x_{i}x_{j}}(a)}. Per continuïtat de {\displaystyle f_{x_{i}x_{j}}} en {\displaystyle a} tenim que donat {\displaystyle \varepsilon >0,\ \ \exists r>0} tal que {\displaystyle B(a,r)\subseteq \Omega } (per ser {\displaystyle \Omega } obert) i {\displaystyle |f_{x_{i}x_{j}}(x)-\alpha |\leq \varepsilon \ \ \ \forall x\in B(a,r)}. {\displaystyle (1)}
Considerem {\displaystyle \delta :={\frac {r}{\sqrt {2}}}}. Aleshores, denotant per {\displaystyle e_{i}} l'{\displaystyle i}-èsim vector de la base canònica de {\displaystyle \mathbb {R} ^{n}}, per a tot {\displaystyle h,k\in (-\delta ,\delta )}, tenim que
{\displaystyle ||a+he_{i}+ke_{j}-a||=||he_{i}+ke_{j}||={\sqrt {h^{2}+k^{2}}}<{\sqrt {2\delta ^{2}}}={\sqrt {2{\frac {r^{2}}{2}}}}=|r|=r\Rightarrow a+he_{i}+ke_{j}\in B(a,r)\quad \quad (2)}
En particular, com que, per {\displaystyle (1)}, {\displaystyle B(a,r)\subseteq \Omega }, podem definir la següent funció:
{\displaystyle A:(-\delta ,\delta )^{2}\longrightarrow \mathbb {R} }
{\displaystyle \quad \quad \ \ (h,k)\longmapsto A(h,k)=f(a+he_{i}+ke_{j})-f(a+he_{i})-f(a+ke_{j})+f(a)}
Ara, donats {\displaystyle h,k} amb {\displaystyle 0<|h|,|k|<\delta }, definim la funció
{\displaystyle u:(-\delta ,\delta )\longrightarrow \mathbb {R} }
{\displaystyle \quad \quad \ \ t\longmapsto u(t)=f(a+he_{i}+te_{j})-f(a+te_{j})}
Per {\displaystyle (2)} i {\displaystyle (1)}, tenim que {\displaystyle a+he_{i}+te_{j},a+te_{j}\in B(a,r)\subseteq \Omega }, d'on, com que existeix {\displaystyle f_{x_{j}}} per hipòtesi, {\displaystyle u} és derivable i {\displaystyle u'=f_{x_{j}}(a+he_{i}+te_{j})-f_{x_{j}}(a+te_{j})}. Com que {\displaystyle 0,k\in (-\delta ,\delta ),} podem aplicar el teorema del valor mitjà de Lagrange d'una variable a {\displaystyle u} a l'interval amb extrems {\displaystyle 0} i {\displaystyle k}. Així,
{\displaystyle \exists \xi \in \left\langle 0,k\right\rangle {\text{ tal que }}A(h,k)=u(k)-u(0)=u'(\xi )(k-0)=\left[f_{x_{j}}(a+he_{i}+\xi e_{j})-f(a+\xi e_{j})\right]k\quad \quad (*)}
Considerem ara
{\displaystyle v:(-\delta ,\delta )\longrightarrow \mathbb {R} }
{\displaystyle \quad \quad \ \ t\longmapsto v(t)=f_{x_{j}}(a+te_{i}+\xi e_{j})}
Com que {\displaystyle t\in (-\delta ,\delta ){\text{ i }}\xi \in \left\langle 0,k\right\rangle \subseteq (-\delta ,\delta )}, per {\displaystyle (2){\text{ i }}(1)} tenim que {\displaystyle a+te_{i}+\xi e_{j}\in B(a,r)\subseteq \Omega }, d'on, com que existeix {\displaystyle f_{x_{i}x_{j}}} per hipòtesi, {\displaystyle v} és derivable i {\displaystyle v'(t)=f_{x_{i}x_{j}}(a+te_{i}+\xi e_{j})}.
Com que {\displaystyle 0,h\in (-\delta ,\delta ),} podem aplicar el teorema del valor mitjà de Lagrange d'una variable a {\displaystyle v} a l'interval amb extrems {\displaystyle 0} i {\displaystyle h}. Així,
{\displaystyle \exists \eta \in \left\langle 0,h\right\rangle {\text{ tal que }}f_{x_{j}}(a+he_{i}+\xi e_{j})-f_{x_{j}}(a+\xi e_{j})=v(h)-v(0)=v'(\eta )(h-0)=f_{x_{i}x_{j}}(a+\eta e_{i}+\xi e_{j})h\quad {\overset {\cdot k}{\Rightarrow }}}
{\displaystyle {\overset {\cdot k}{\Rightarrow }}\left[f_{x_{j}}(a+he_{i}+\xi e_{j})-f_{x_{j}}(a+\xi e_{j})\right]k=f_{x_{i}x_{j}}(a+\eta e_{i}+\xi e_{j})hk~~{\overset {(*)}{\Rightarrow }}~~A(h,k)=f_{x_{i}x_{j}}(a+\eta e_{i}+\xi e_{j})hk}.
Definint {\displaystyle z:=a+\eta e_{i}+\xi e_{j}}, com que {\displaystyle h,k\neq 0\Rightarrow hk\neq 0}, tenim que {\displaystyle {\frac {A(h,k)}{hk}}=f_{x_{i}x_{j}}(z)}. Observem que {\displaystyle (2)\Rightarrow z\in B(a,r)~{\overset {(1)}{\Rightarrow }}~|f_{x_{i}x_{j}}-\alpha |\leq \varepsilon }. Així, tenim que {\displaystyle \left|{\frac {A(h,k)}{hk}}-\alpha \right|=\left|f_{x_{i}x_{j}}(z)-\alpha \right|\leq \varepsilon \quad (**)}.
Finalment, observem que
{\displaystyle {\frac {A(h,k)}{hk}}={\frac {1}{k}}\left[{\frac {f(a+he_{i}+ke_{j})-f(a+ke_{i})}{h}}-{\frac {f(a+he_{i})-f(a)}{h}}\right]{\overset {h\rightarrow 0}{\longrightarrow }}~~{\frac {1}{k}}\left[f_{x_{i}}(a+ke_{j})-f_{x_{i}}(a)\right]\Rightarrow }
{\displaystyle \Rightarrow \varepsilon {\overset {(**)}{\geq }}\left|{\frac {A(h,k)}{hk}}-\alpha \right|~~{\overset {h\rightarrow 0}{\longrightarrow }}~~\left|{\frac {f_{x_{i}}(a+ke_{j})-f_{x_{i}}(a)}{k}}-\alpha \right|\leq \varepsilon \Rightarrow {\frac {f_{x_{i}}(a+ke_{j})-f_{x_{i}}(a)}{k}}~~{\overset {k\rightarrow 0}{\longrightarrow }}~~\alpha \Rightarrow f_{x_{j}x_{i}}(a)=\alpha ~{\overset {\text{def}}{=}}~f_{x_{i}x_{j}}(a)\quad \square }